# Bitry (Oise)
Pour les articles homonymes, voir Bitry.
Bitry est une commune française située dans le département de l'Oise, dans la région naturelle du Soissonnais, dans la vallée de l'Aisne, en région Hauts-de-France.

### Localisation

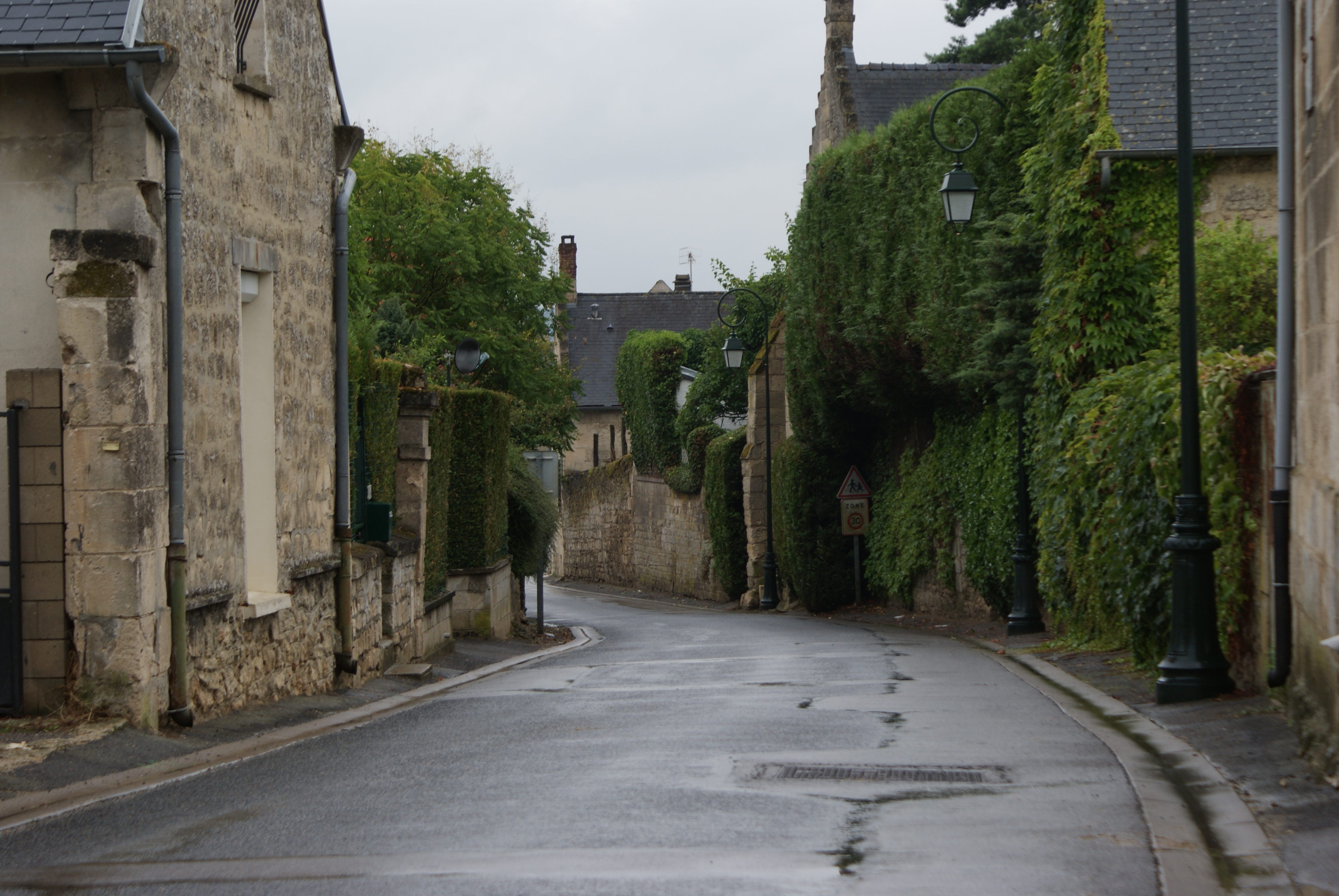

## Géographie

### Communes limitrophes
Les communes limitrophes sont  Attichy, Courtieux, Jaulzy, Montigny-Lengrain, Moulin-sous-Touvent, Saint-Pierre-lès-Bitry et Vic-sur-Aisne.
| Moulin-sous-Touvent | Saint-Pierre-lès-Bitry |                         |
| Attichy             | Bitry                  | Vic-sur-Aisne Aisne     |
| Jaulzy              | Courtieux              | Montigny-Lengrain Aisne |

### Hydrographie
La commune est située dans le bassin Seine-Normandie. Elle est drainée par l'Aisne, le ru de Bitry et le fossé de Tête de Gravières,,.
L'Aisne est un  cours d'eau naturel navigable de 256 km de longueur, traversant les cinq départements Meuse, Marne, Ardennes, Aisne, Oise. Elle est un affluent en rive gauche de l'Oise, ce qui fait d'elle un sous-affluent de la Seine.

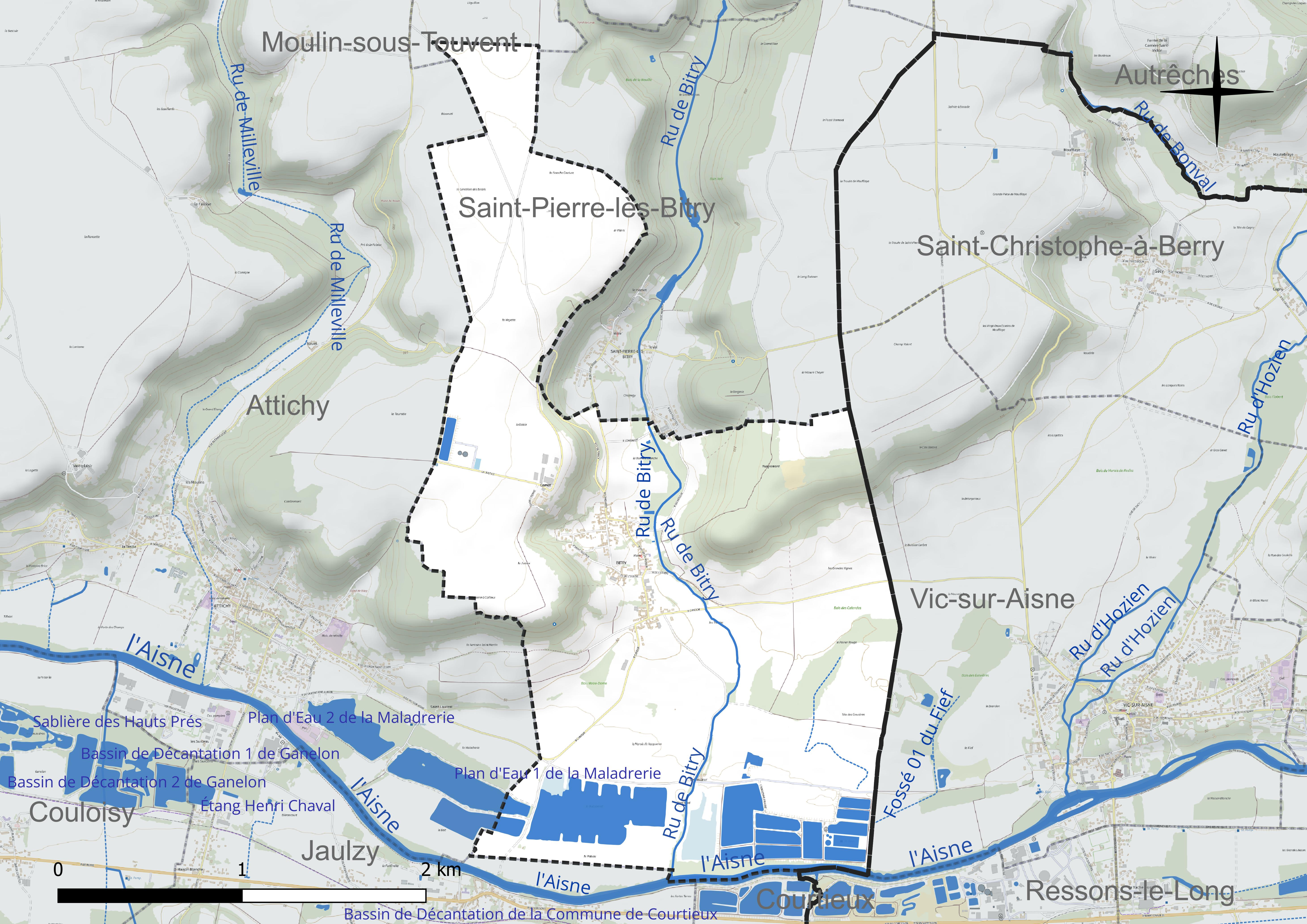
Réseau hydrographique de Bitry.

Un plan d'eau complète le réseau hydrographique : le plan d'eau 1 de la Maladrerie, d'une superficie totale de 10,7 ha (1,1 ha sur la commune),.

### Climat
Pour des articles plus généraux, voir Climat des Hauts-de-France et Climat de l'Oise.
En 2010, le climat de la commune est de type climat océanique dégradé des plaines du Centre et du Nord, selon une étude du CNRS s'appuyant sur une série de données couvrant la période 1971-2000. En 2020, Météo-France publie une typologie des climats de la France métropolitaine dans laquelle la commune est exposée à un climat océanique altéré et est dans la région climatique Nord-est du bassin Parisien, caractérisée par un ensoleillement médiocre, une pluviométrie moyenne régulièrement répartie au cours de l'année et un hiver froid (3 °C).
Pour la période 1971-2000, la température annuelle moyenne est de 10,7 °C, avec une amplitude thermique annuelle de 15 °C. Le cumul annuel moyen de précipitations est de 749 mm, avec 11 jours de précipitations en janvier et 8,6 jours en juillet. Pour la période 1991-2020, la température moyenne annuelle observée sur la station météorologique la plus proche, située sur la commune de Margny-lès-Compiègne à 19 km à vol d'oiseau, est de 11,2 °C et le cumul annuel moyen de précipitations est de 633,5 mm,. Pour l'avenir, les paramètres climatiques de la commune estimés pour 2050 selon différents scénarios d'émission de gaz à effet de serre sont consultables sur un site dédié publié par Météo-France en novembre 2022.

## Urbanisme

### Typologie
Au 1er janvier 2024, Bitry est catégorisée commune rurale à habitat dispersé, selon la nouvelle grille communale de densité à sept niveaux définie par l'Insee en 2022.
Elle est située hors unité urbaine. Par ailleurs la commune fait partie de l'aire d'attraction de Compiègne, dont elle est une commune de la couronne,. Cette aire, qui regroupe 101 communes, est catégorisée dans les aires de 50 000 à moins de 200 000 habitants,.

### Occupation des sols

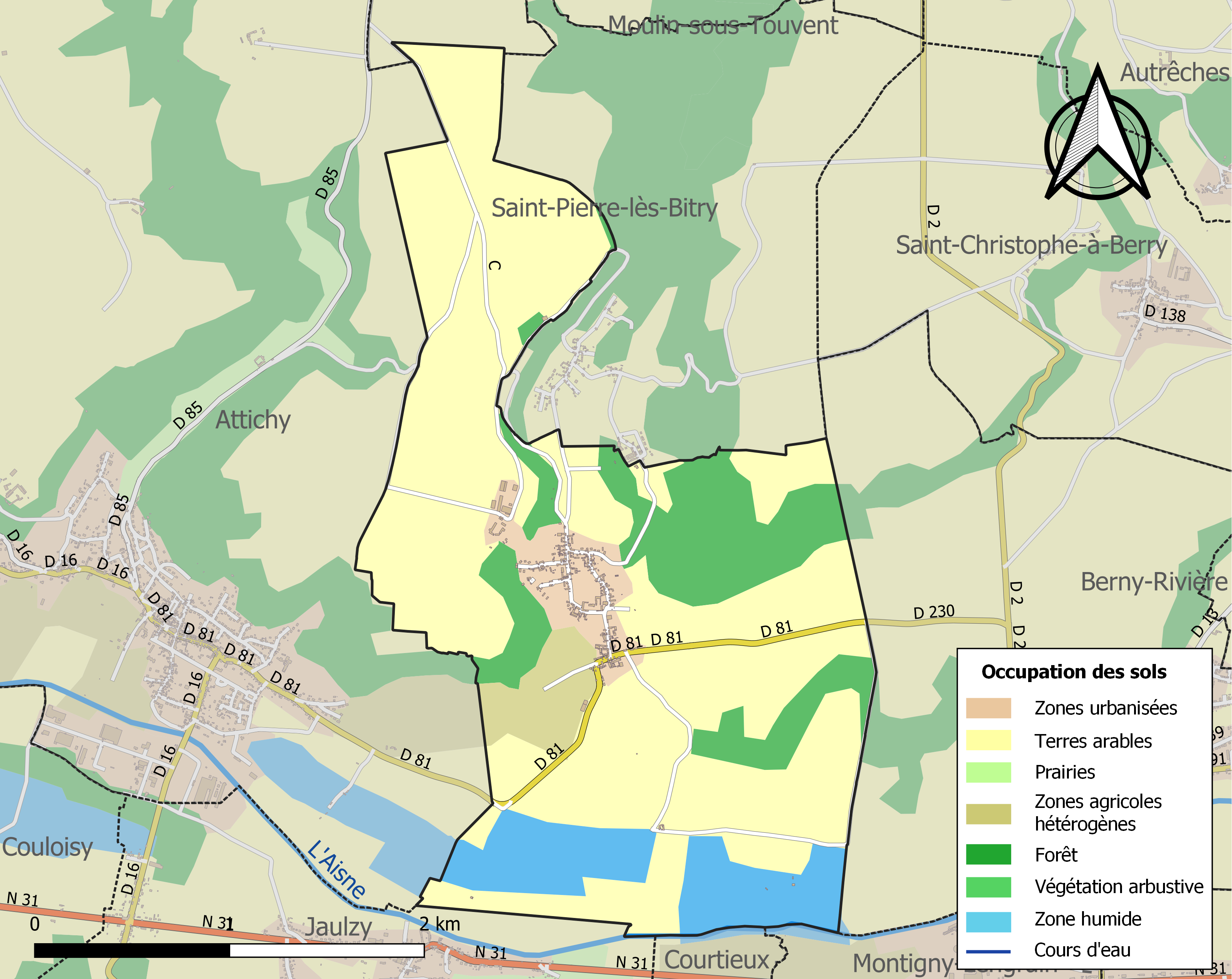
Carte des infrastructures et de l'occupation des sols de la commune en 2018 (CLC).

L'occupation des sols de la commune, telle qu'elle ressort de la base de données européenne d'occupation biophysique des sols Corine Land Cover (CLC), est marquée par l'importance des territoires agricoles (70,1 % en 2018), en diminution par rapport à 1990 (74,7 %). La répartition détaillée en 2018 est la suivante : 
terres arables (66,5 %), forêts (15,4 %), eaux continentales (9,5 %), zones urbanisées (5 %), zones agricoles hétérogènes (3,6 %). L'évolution de l'occupation des sols de la commune et de ses infrastructures peut être observée sur les différentes représentations cartographiques du territoire : la carte de Cassini (XVIIIe siècle), la carte d'état-major (1820-1866) et les cartes ou photos aériennes de l'IGN pour la période actuelle (1950 à aujourd'hui).

### Habitat et logement
En 2020, le nombre total de logements dans la commune était de 150, alors qu'il était de 147 en 2015 et de 141 en 2010.
Parmi ces logements, 87,3 % étaient des résidences principales, 6 % des résidences secondaires et 6,7 % des logements vacants. Ces logements étaient pour 100 % d'entre eux des maisons individuelles et pour 0 % des appartements.
Le tableau ci-dessous présente la typologie des logements à Bitry en 2020 en comparaison avec celle de l'Oise et de la France entière. Une caractéristique marquante du parc de logements est ainsi une proportion de résidences secondaires et logements occasionnels (6 %) supérieure à celle du département (2,4 %) mais inférieure  à celle de la France entière (9,7 %). Concernant le statut d'occupation de ces logements, 77,9 % des habitants de la commune sont propriétaires de leur logement (76,8 % en 2015), contre 61,4 % pour l'Oise et 57,5 pour la France entière.
| Typologie                                               | Bitry | Oise | France entière |
| ------------------------------------------------------- | ----- | ---- | -------------- |
| Résidences principales (en %)                           | 87,3  | 90,5 | 82,1           |
| Résidences secondaires et logements occasionnels (en %) | 6     | 2,4  | 9,7            |
| Logements vacants (en %)                                | 6,7   | 7,1  | 8,2            |

### Voies de communication et transports
La commune est desservie, en 2023, par les lignes 652, 653 et 6302 du réseau interurbain de l'Oise.

## Toponymie
Le nom de la localité est attesté sous les formes Bitreium (vers 870) ; in Bitreyo (871) ; Biterium (vers 870) ; Bidrico (877) ; Bituriacum in comitatu Noviomensi (893) ; Bitereium (893) ; Bitriacus (1100) ; Biteriacum (1103) ; in territorio Bitriaci (1140) ; Biteri (vers 1140) ; in bitreyo (1237) ; in villa de Bitery (1237) ; bitry (1271) ; Bitriacus ad sanctum Sulpitium (vers 1280) ; Petrus de Betriaco (1308) ; Bitri (vers 1400) ; Bitry saint Sulpice (XVIIe) ; Bitry (1840).

## Histoire
Guerre 1914-1918. Une tranchée de défense abritait en avril 1915 les régiments français, dont le 404e régiment d'infanterie qui y fit son baptême du feu. Selon la base de données du Ministère des Armées, 82 soldats français ont perdu la vie sur le territoire de la commune de Bitry durant la première guerre mondiale.

## Politique et administration

### Rattachements administratifs et électoraux

#### Rattachements administratifs
La commune se trouve dans l'arrondissement de Compiègne du département de l'Oise.
Elle faisait partie depuis 1793 du canton d'Attichy. Dans le cadre du redécoupage cantonal de 2014 en France, cette circonscription administrative territoriale a disparu, et le canton n'est plus qu'une circonscription électorale.

#### Rattachements électoraux
Pour les élections départementales, la commune fait partie depuis 2014 du canton de Compiègne-1
Pour l'élection des députés, elle fait partie de la cinquième circonscription de l'Oise.

### Intercommunalité
Bitry est membre de la communauté de communes des Lisières de l'Oise, un établissement public de coopération intercommunale (EPCI) à fiscalité propre créé en 2000 sous le nom de communauté de communes du Canton d'Attichy, et auquel la commune a transféré un certain nombre de ses compétences, dans les conditions déterminées par le code général des collectivités territoriales.

### Liste des maires
| Période                                  | Période                       | Identité            | Étiquette | Qualité                                                                                                   |
| ---------------------------------------- | ----------------------------- | ------------------- | --------- | --- |
| Les données manquantes sont à compléter. |                               |                     |           | |
| mars 2001                                | 2008                          | Jean-Claude Marsaux | DVD       | |
| mars 2008                                | 2014                          | Jean-Michel Villion |           | |
| 2014                                     | En cours (au 5 novembre 2023) | Franck Superbi      | DVD       | Cadre dans l'industrie Président de la CC des Lisières de l'Oise (2023 → ) Réélu pour le mandat 2020-2026 |

## Population et société

### Démographie

#### Évolution démographique
L'évolution du nombre d'habitants est connue à travers les recensements de la population effectués dans la commune depuis 1793. Pour les communes de moins de 10 000 habitants, une enquête de recensement portant sur toute la population est réalisée tous les cinq ans, les populations de référence des années intermédiaires étant quant à elles estimées par interpolation ou extrapolation. Pour la commune, le premier recensement exhaustif entrant dans le cadre du nouveau dispositif a été réalisé en 2005.

En 2022, la commune comptait 309 habitants, en évolution de −3,13 % par rapport à 2016 (Oise : +0,87 %, France hors Mayotte : +2,11 %).
| 1793 | 1800 | 1806 | 1821 | 1831 | 1836 | 1841 | 1846 | 1851 |
| ---- | ---- | ---- | ---- | ---- | ---- | ---- | ---- | ---- |
| 463  | 507  | 527  | 494  | 674  | 464  | 488  | 461  | 435  |

| 1856 | 1861 | 1866 | 1872 | 1876 | 1881 | 1886 | 1891 | 1896 |
| ---- | ---- | ---- | ---- | ---- | ---- | ---- | ---- | ---- |
| 444  | 452  | 469  | 443  | 423  | 393  | 355  | 337  | 355  |

| 1901 | 1906 | 1911 | 1921 | 1926 | 1931 | 1936 | 1946 | 1954 |
| ---- | ---- | ---- | ---- | ---- | ---- | ---- | ---- | ---- |
| 363  | 382  | 367  | 290  | 345  | 339  | 346  | 345  | 309  |

| 1962 | 1968 | 1975 | 1982 | 1990 | 1999 | 2005 | 2006 | 2010 |
| ---- | ---- | ---- | ---- | ---- | ---- | ---- | ---- | ---- |
| 309  | 297  | 287  | 266  | 281  | 303  | 308  | 302  | 294  |

| 2015 | 2020 | 2022 | - | - | - | - | - | - |
| ---- | ---- | ---- | - | - | - | - | - | - |
| 321  | 317  | 309  | - | - | - | - | - | - |

La pointe observable en 1831 correspond au rattachement entre 1827 et 1833 de la commune voisine de Saint-Pierre-lès-Bitry.

#### Pyramide des âges
La population de la commune est relativement jeune.
En 2018, le taux de personnes d'un âge inférieur à 30 ans s'élève à 34,0 %, soit en dessous de la moyenne départementale (37,3 %). À l'inverse, le taux de personnes d'âge supérieur à 60 ans est de 26,5 % la même année, alors qu'il est de 22,8 % au niveau départemental.
En 2018, la commune comptait 156 hommes pour 160 femmes, soit un taux de 50,63 % de femmes, légèrement inférieur au taux départemental (51,11 %).
Les pyramides des âges de la commune et du département s'établissent comme suit.
| Hommes | Classe d’âge | Femmes |
| ------ | ------------ | ------ |
| 0,0    | 90 ou +      | 0,6    |
| 4,5    | 75-89 ans    | 5,0    |
| 21,2   | 60-74 ans    | 21,7   |
| 23,7   | 45-59 ans    | 18,0   |
| 16,7   | 30-44 ans    | 20,5   |
| 16,7   | 15-29 ans    | 13,7   |
| 17,3   | 0-14 ans     | 20,5   |

| Hommes | Classe d’âge | Femmes |
| ------ | ------------ | ------ |
| 0,5    | 90 ou +      | 1,4    |
| 5,5    | 75-89 ans    | 7,6    |
| 15,6   | 60-74 ans    | 16,3   |
| 20,8   | 45-59 ans    | 20     |
| 19,4   | 30-44 ans    | 19,4   |
| 17,6   | 15-29 ans    | 16,2   |
| 20,6   | 0-14 ans     | 19,1   |

## Culture locale et patrimoine

### Lieux et monuments
- Le manoir de Lombardy ;

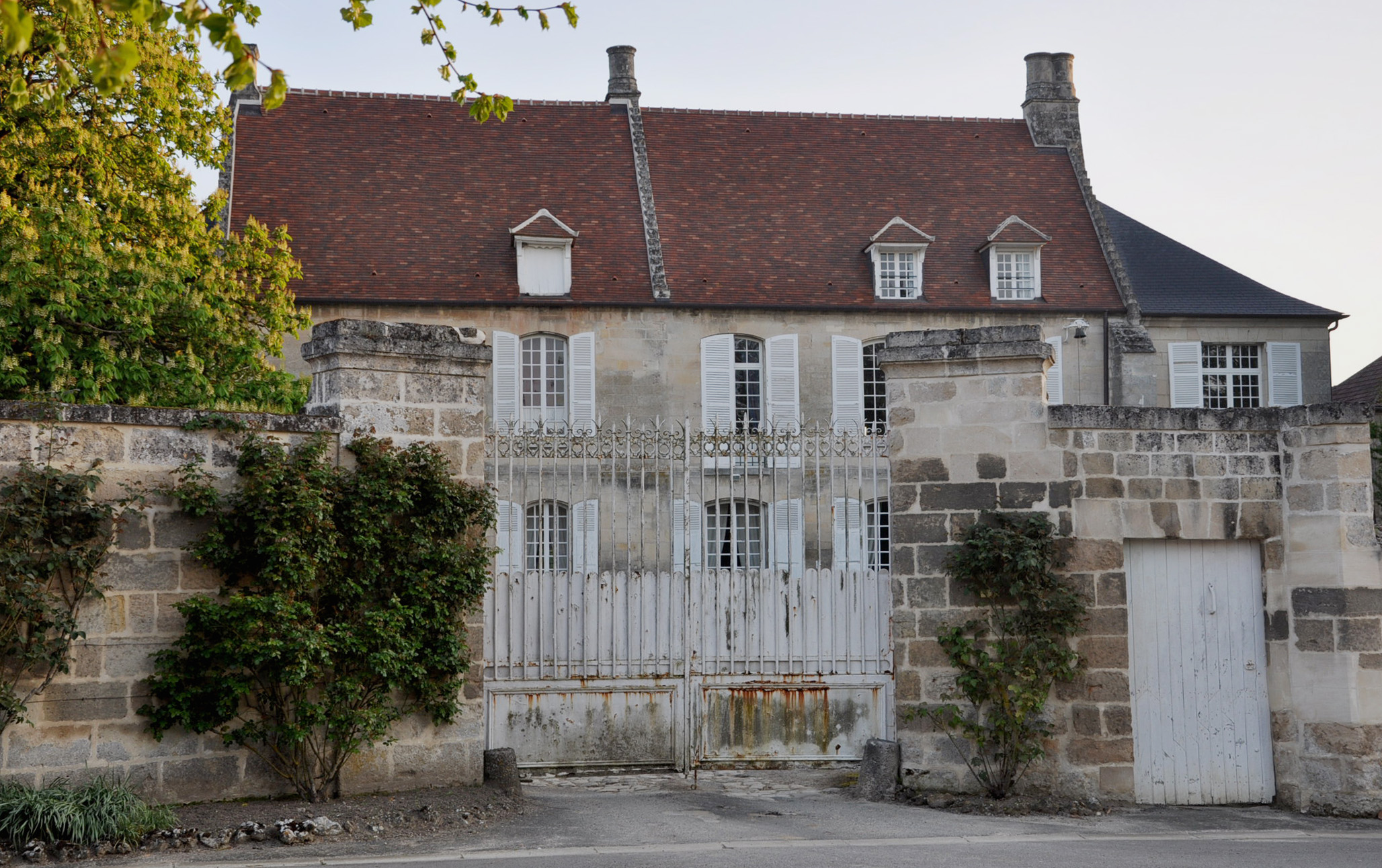
Manoir de Lombardy.

- L'église Saint-Sulpice-et-Saint-Antoine.

### Héraldique
| Blason de Bitry (Oise) | Blason  | Parti : au 1er d'azur à trois fleurs de lys d'or surmontées d'une merlette de sable*, au 2d de gueules à trois fasces d'or, chargées chacune d'une fasce d'azur surchargée de trois flanchis d'or. |
| Blason de Bitry (Oise) | Détails | * Il y a là non-respect de la règle de contrariété des couleurs : ces armes sont fautives (sable sur azur). Le statut officiel du blason reste à déterminer.                                       |

## Pour approfondir